# ダウンズ (DD-375)
|          | |
| 艦歴     | |
| 起工     | 1934年8月15日 |
| 進水     | 1936年4月22日 |
| 就役     | 1937年1月15日 |
| 退役     | 1942年6月20日 |
| 再就役   | 1943年11月15日 |
| 退役     | 1945年12月17日 |
| その後   | 1947年11月18日スクラップとして売却 |
| 性能諸元 | |
| 排水量   | 1,500トン |
| 全長     | 341 ft 4 in (104.04 m) |
| 全幅     | 35 ft (11 m) |
| 吃水     | 9 ft 10 in (3.00m) |
| 機関     | |
| 最大速   | 37ノット(69 km/h) |
| 乗員     | 士官、兵員158名 |
| 兵装     | 建造時 Mark.21 38口径5インチ単装砲×5基 533mm4連装魚雷発射管×3基 12.7mm単装機関銃×4丁 爆雷投下軌条×2軌 1944年 Mark.21 38口径5インチ単装砲×5基 533mm4連装魚雷発射管×2基 Mark.21 38口径5インチ単装砲×4基 ボフォース 40mm連装機関砲×2基 エリコンSS 20mm単装機関砲×6基 爆雷投下軌条×2軌 |

ダウンズ (USS Downes, DD-375) は、アメリカ海軍のマハン級駆逐艦の1隻。艦名はアメリカ海軍の将校であるジョン・ダウンズにちなむ。その名を持つ艦としては2隻目。

## 艦歴

### 戦間期
ダウンズはノーフォーク海軍造船所にて1934年8月15日起工、1936年4月22日に進水し、C・H・ローパー指揮下にて1937年1月15日に就役した。
ダウンズはバージニア州ノーフォークを出港、1937年11月24日にカリフォルニア州サンディエゴに到着し、真珠湾を母港とする1940年4月まで、西海岸、カリブ海、ハワイ諸島における演習に参加した。1941年3月と4月には、サモア、フィジー、オーストラリアへ航行し、年内に西海岸に戻った。 

### 第二次世界大戦

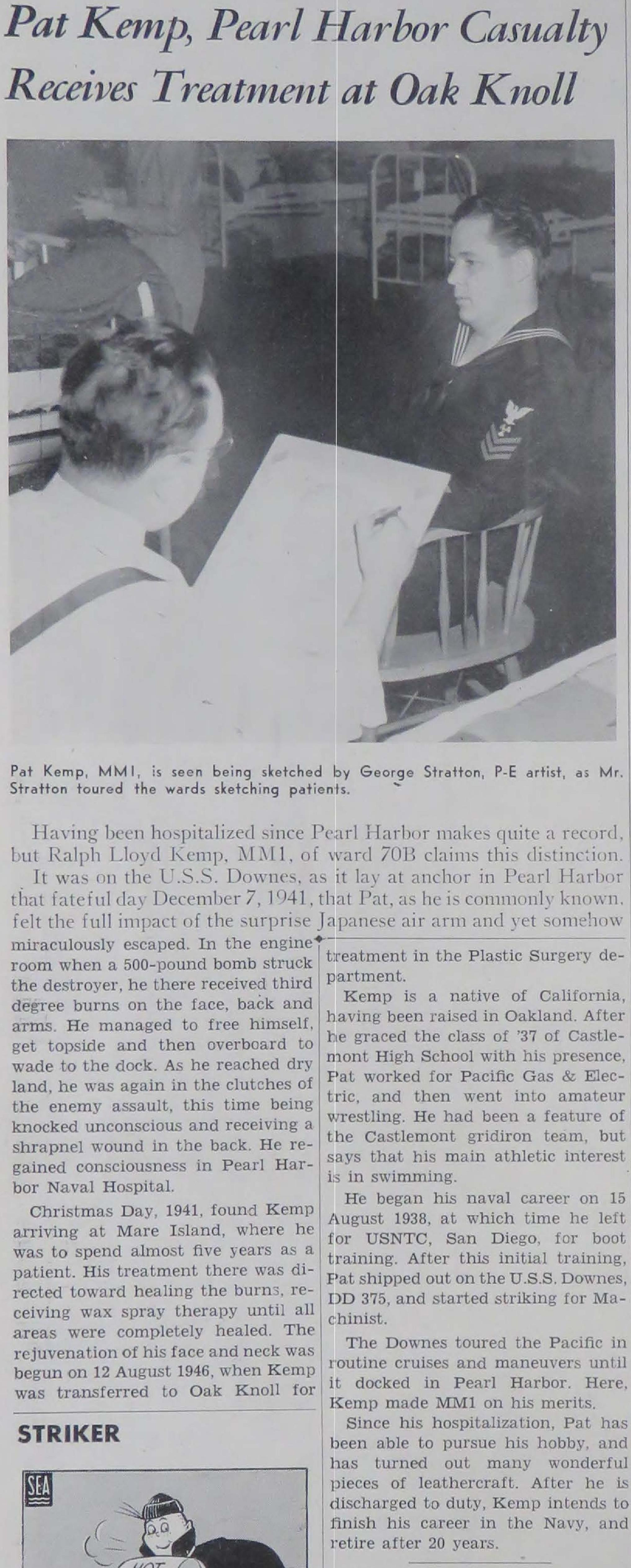
USSダウンズの生存者の記事：「The Oak Leaf」「1947年2月8日」の「4ページ」、「真珠湾の負傷者がオークノールで治療を受ける」

#### 攻撃により損傷
1941年12月7日、日本海軍による真珠湾攻撃の際、カッシン及びペンシルベニアと共に乾ドックに入渠中であった。3隻は250キログラム爆弾による激しい攻撃を受け、その1発が2隻の駆逐艦の間に着弾、燃料タンクの破裂により激しい火災が発生した。消火のため乾ドックへ注水したが、燃えている燃料は水位とともに上昇し、駆逐艦に搭載されていた弾薬と魚雷の弾頭への誘爆が発生、2隻は放棄された。その後、カッシンの船体は傾斜し、ダウンズに寄りかかった。2隻の船体は修理不可能なほど損傷したが機械と設備は回収され、メア・アイランド海軍造船所に送られた後、カッシンは建造された。ダウンズは1942年6月20日に正式に退役となった。 

#### 再就役
ダウンズは1943年11月15日にマレにて再就役した。
1944年3月8日、カリフォルニア州サンフランシスコから真珠湾及びマジュロへの護送船団に配備され、3月26日に到着した。占領したウォッジェ環礁を4月5日まで封鎖するように配備され、真珠湾にて補給を行った。その後5月6日にエニウェトクに到着し、入港監視及び沖合哨戒任務を務めた。この間、ダウンズはエニウェトクの浅瀬にてパイロットを救助し、カロリン諸島ポンペイ島沖にて4名の船員を救助した。7月、ダウンズはマリアナ諸島の作戦を支援するためにエニウェトクからサイパンへの護送任務を行い、その後、テニアン島にて哨戒及び火力支援としてアギガン島を砲撃した。10月9日、南西諸島への空爆支援として南鳥島の砲撃に参加した。 
ダウンズは10月14日にサイパンを出航し、2日後に第38.1任務群に加わった。ウィリアム・ハルゼー提督指揮下にて損傷した重巡洋艦キャンベラ及び軽巡洋艦ヒューストンを囮として日本海軍をおびき寄せようと試み、ダウンズは索敵にあたった。任務部隊は10月20日、レイテ島への上陸を支援するためにレイテ島に帰投し、ダウンズは同日ウルシー環礁に向かったが、レイテ沖海戦における日本艦隊への空爆中に空母を護衛するために呼び戻された。10月27日に再び出航し、補給のためにウルシー環礁へ航行した。
オーバーホールのため真珠湾に入港した後、ダウンズは1945年3月29日に護送船団を護衛してウルシー環礁に戻り、グアムに向かった。4月5日から6月5日まで、マリアナ諸島で哨戒、海上救助、潜水艦訓練、護衛任務を遂行し、6月9日から同様の任務で硫黄島に向かった。終戦後、ダウンズは米国に戻るように命じられ、9月19日に硫黄島から帰国する軍人を乗せて出航した。カリフォルニア州サンペドロを経由して11月5日にノーフォークに到着した。
ダウンズは1945年12月17日に退役、1947年11月18日にスクラップとして売却された。 

## 従軍星章
ダウンズは第二次世界大戦中の功績により4個の従軍星章を受章した。